# La Baule-Escoublac

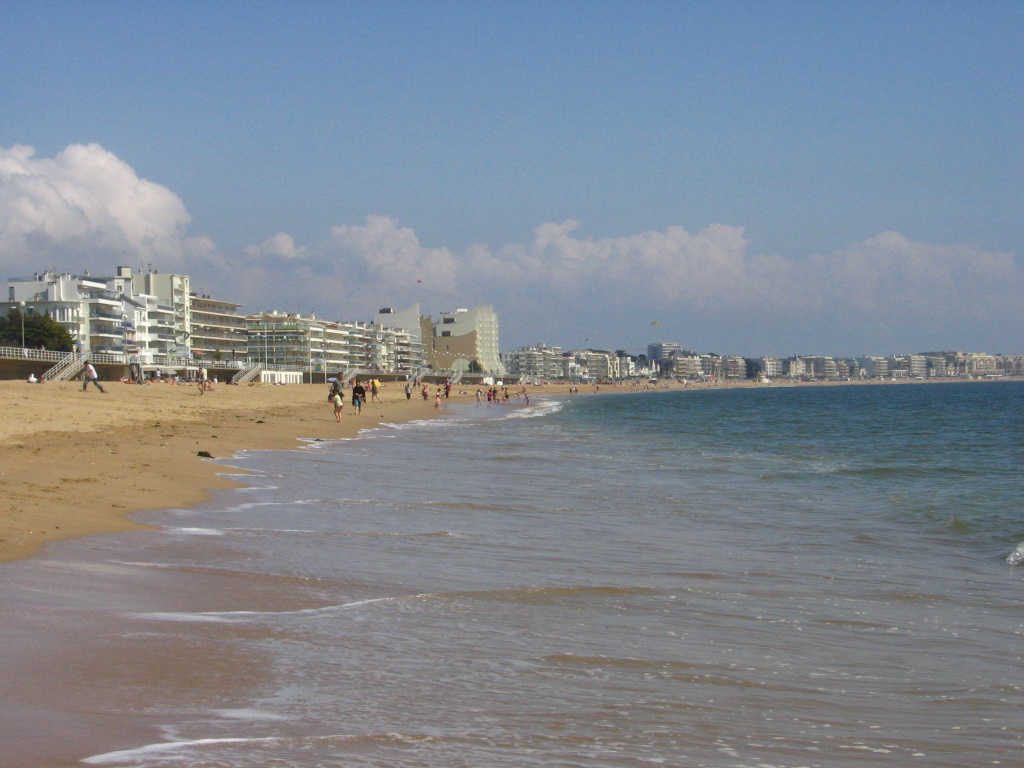
A frente de mar de La Baule.

Brasão de armas de La Baule-Escoublac.

La Baule-Escoublac é uma cidade francesa da região Loire-Atlantique e uma estação balneária da denominada Côte d'Amour reputada pela sua praia de 7 km de extensão situada na parte mais abrigada da baía de Pouliguen. A cidade e a região adjacente são um importante destino turístico, com tradições que remontam a meados do século XIX, quando passou a atrair veraneantes parisienses. Os habitantes da comuna usam o gentílico Baulois.